# Thuiaria pinaster
Thuiaria pinaster är en nässeldjursart som först beskrevs av Ivan Lepekhin 1783.  Thuiaria pinaster ingår i släktet Thuiaria och familjen Sertulariidae. Inga underarter finns listade i Catalogue of Life.